# Vermilion (singel)
Vermilion – singel zespołu Slipknot pochodzący z albumu Vol. 3: (The Subliminal Verses). Wydawnictwo ukazało się w 2004 roku. Do utworu został realizowany teledysk w reżyserii Marka Klasfelda i Shawna Crahana.

## Lista utworów
1. Vermilion
2. Scream
3. Danger - Keep Away (Full Length Version)
4. Vermilion Video